# Маджаліс
Маджаліс — село, центр Кайтазького району Дагестана.

## Географія
Розташоване за 128 км на південь від міста Махачкала, у Передгірному Дагестані, на висоті 414 метрів, на річці Уллучай, за 26 км на захід від залізничної станції Мамедкала.

## Історія
Засноване в 1581 році уцмієм Султан-Ахмедом як центр Кайтазького уцмійства.

## Населення
За переписом 2010 року в селі проживало 6815 осіб.

## Господарство
- Консервний, асфальтовий, виноробний заводи, комбінат побутового обслуговування та інші підприємства.
- Родовища фосфоритів, глин і суглинків; йодобромних і борних мінеральних вод.

## Культура
- Краєзнавчий музей.
- Метеостанція.
- Кургани (за 15 км на схід від гори Хокуз-Данни — 6); поселення (за 14 км на схід від с. — Гяур-Тепе, Саманлик-Тепе, Кхазка-Тепе).